# Mária Gáliková
Mária Gáliková (ur. 21 sierpnia 1980) – słowacka lekkoatletka specjalizująca się w chodzie sportowym, uczestniczka igrzysk olimpijskich w Rio de Janeiro. Wzięła także udział w Mistrzostwach Świata w 2015 roku.

## Igrzyska olimpijskie
Wzięła udział w chodzie na 20 kilometrów podczas igrzysk w 2016 roku. Uzyskała podczas niego czas 1:40:35 i zajęła 55. miejsce w końcowej klasyfikacji.